# フィンランド文化遺産庁
フィンランド文化遺産庁 （フィンランドぶんかいさんちょう, フィンランド語: Museovirasto、スウェーデン語: Museiverket）はフィンランドの重要な文化遺産を管轄する官庁である。上部機関は教育省で、関連の専門知識の収集と研究、普及を趣旨とする文化研究機関である。また遺跡の保護、建築遺産や文化史上の貴重な環境と文化財の保護について、他の当局や博物館との協力や折衝を担当する政府機関である。 
多種多様なサービスを提供する専門職の専任職員のほか、複数の博物館の展示と収集、広範なアーカイブおよび専門の科学図書館を管轄する。いずれも一般に公開され利用できる。   

## 組織と運営
組織は4つのコアプロセスに分かれ、活動を統括する。
- フィンランド国立博物館：博物館サービスと収集事業
- 文化的環境の保護：文化的環境サービスの指導と支援。フィンランド西部と、フィンランド東部と北部に分かれる。
- 文化的環境の管理：修復事業、農場事業、考古学の現地調査
- アーカイブと情報事業：アーカイブと考古学コレクション、図書館、画像コレクション、データ管理

予算の枠内で運営し、活動予算の一部を文化および歴史の価値ある建物の維持管理など、さまざまな助成金に充当する。庁はフィンランドの美術館に関する統計データの収集、遺産の研究、場合によっては文化財の輸出の許可審査を行う。
2016年末の職員数は236人。

## 沿革

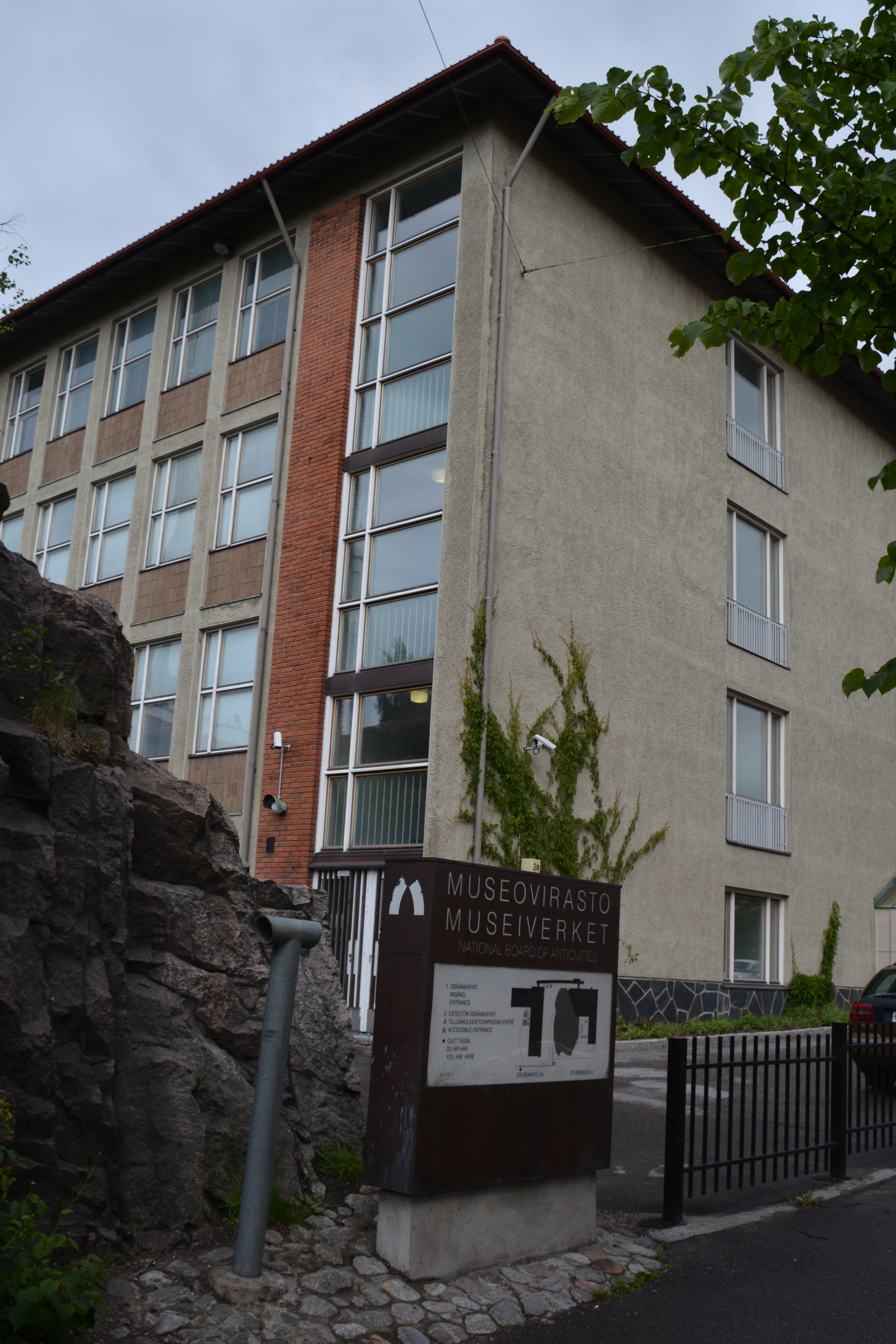
アーカイブおよび情報サービス部門を置く本庁（ヘルシンキ市Sturen通り2番a）

### 権限機関として
フィンランド文学協会（フィンランド語）は、早くも1867年にフィンランドの古代遺跡保護を主導した。1882年議会（フィンランド語）は承認された議案に依拠し、古代の記念物の指定と保護に関する法令を翌1883年に採択する。1884年6月19日に設立を発表した「考古学事務所」（芬: Arkeologisk Kommission）は古代遺産規制を管轄、これによりフィンランドで初めて古代記念物が政府機関直轄の保護対象となる。国立考古学協会とフィンランド文学協会、ヘルシンキ大学、フィンランド科学協会（フィンランド語）、フィンランド歴史協会（フィンランド語）とフィンランド古代記念物協会（フィンランド語）からそれぞれの代表が委員に就任、合計6人の組織は1908年と1911年に改称、考古学委事務所から考古学委員会となる。中世の城の修復事業は1890年代にさかのぼり、1920年代に入るとスオメンリンナの要塞とトゥルク大聖堂の修復が完成した。
委員会の前身は1893年に国立歴史博物館を開設して考古遺物の管理に当たる。これを基準にのちにフィンランド国立博物館を構想して1916年に開館、セウラサーリ野外博物館も設立から4年後の1913年、委員会の管轄下に移る。考古学委員会は1920年、合議制（フィンランド語）の国立古代委員会に改めた。権限拡大の契機は新しい古代法（1963年）（フィンランド語）と建物保護法（1964年）の制定で、その背景に多くの建築物保護の切迫があった。やがて海洋考古学も管轄に加わり、1972年、委員会は現在の文化遺産庁（芬: Museovirasto）に組織変更される。
本庁は1972年にヘルシンキ市内Nervander通りの旧フィンランド共同教育学校（フィンランド語）の建物に入り、次に2011年から2013年にかけてアルヴァ・アアルト設計の文化館（旧ホームスクール教師館（フィンランド語）の跡地周辺）に移って業務を行なっている。

### 歴代の責任者
1971年以前の「国の考古学者」と長官職の歴任者（1972年から1992年まで・1993年以降）
| 国の考古学者（1885年–1971年） - Johan Reinhold Aspelin 1885–1915 - Hjalmar Appelgren-Kivalo 1915–1926 - Julius Ailio 1926–1927, 1928–1929 - U. T. Sirelius 1927–1928 - Juhani Rinne 1929–1934 - Carl Axel Nordman 1934–1959 - Nils Cleve 1959–1971 | 長官（1972年-1992年） - Carl Jacob Gardberg 1972–1993 | 長官（1993年-） - Henrik Lilius 1993–2003 - Paula Purhonen 2003–2009 - Juhani Kostet 2010–2019 - Tiina Merisalo 2020年–現職 |